# ジェルミナル (フリゲート)
ジェルミナル（フランス語：Germinal, F 735）は、フランス海軍のフロレアル級フリゲート6番艦。艦名はフランス革命暦の芽月に由来する。

## 艦歴
「ジェルミナル」は、アルストム＝アトランティーク造船所で建造され1992年8月17日に起工、1993年3月17日に進水、1994年5月17日に就役する。
1994年5月20日にラ・ロシェルと命名都市の関係を結ぶ。「ジェルミナル」はトゥーロンに配備され海外領土や経済水域の警備を主任務とし海洋における諸任務に当たる。
本艦は1994年4月の組織改編以降、同級艦の中では唯一、機動予備的な運用がなされている。ヨーロッパ諸国や北アフリカ諸国のほか西アフリカ諸国やカリブ海・西インド諸島方面など、大西洋と地中海の両方に展開している。
2002年8月から12月にかけて長期航海に出る。ダカールを経由した後南アフリカに立ち寄った後にフランス領南方・南極地域に向かい所用を済ませた。そこからヘラクレス作戦に参加するためにインド洋へ移動し第150合同任務部隊と合流する。2004年3月から6月にかけてカリブ海および北米訪問の航海を実施する。2006年11月にはカメルーン・ドゥアラ、セネガル・ダカールを訪問した。2009年1月にはエジプトとイスラエル両国の協力の下でガザ地区沖合いにて武器密輸の監視活動に従事する。
2009年11月時点においてソマリア沖の海賊対策であるアタランタ作戦欧州連合海上部隊に参加しアデン湾に展開している。